# محمية موكولودي الطبيعية

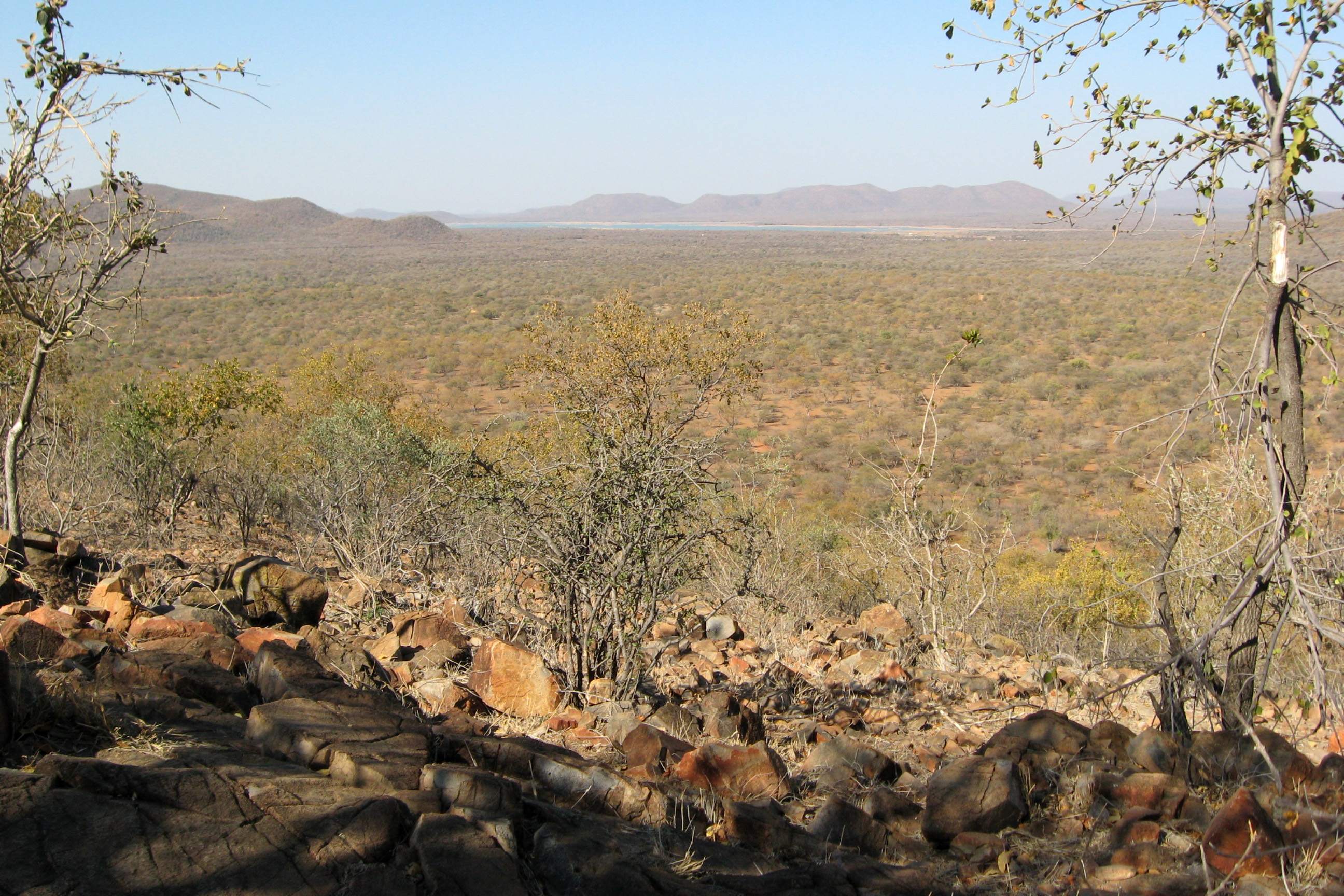
صورة من المحمية الطبيعية

محمية موكولودي الطبيعية (بالإنجليزية:Mokolodi Nature Reserve)، هي محمية ألعاب خاصة غير ربحية تقع في جنوب بوتسوانا في إفريقيا الجنوبية، تأسست في عام 1994 من قبل مؤسسة موكولودي للحياة البرية.

## الوصف
- تقع  المحمية على مساحة 30 كيلومترًا مربعًا من الأراضي المتبرع بها، على بعد 10 كيلومترات جنوب العاصمة جابورون.[بحاجة لمصدر]

- تسكن المحمية الطبيعية مجموعة واسعة من أنواع الطرائد والطيور والزواحف الأفريقية الأصلية، وبعضها نادر ومعرض لخطر الانقراض.[بحاجة لمصدر]

- يعد قطيع وحيد القرن الأبيض الجنوبي في محمية موكولودي الطبيعية جزءًا من برنامج التربية الوطني، الذي يساهم في إعادة بناء القطيع الوطني في بوتسوانا. الحياة البرية.[بحاجة لمصدر]

- تحتوي المحمية على العديد من أنواع الحيوانات البرية مثل الزرافة، الحمار الوحشي، وحيد القرن الأبيض الجنوبي، الظبى الجبلي، الهارتبيست الأحمر، جيمسبوك، الكودو، الإمبالا، الظب المائي، فرس النهر، تمساح النيل، الضبع البني والفهد.[3]

- يوجد أيضًا منتزه للزواحف يحتوي على المامبا السوداء والكوبرا الموزمبيقية البصق والأفعى المنتفخة والكوبرا ذات الخطم من بين الأنواع الأخرى، بالإضافة إلى قفص طائر به نسر مدعوم باللون الأبيض ونسر الرأس تم إنقاذهما.[4]

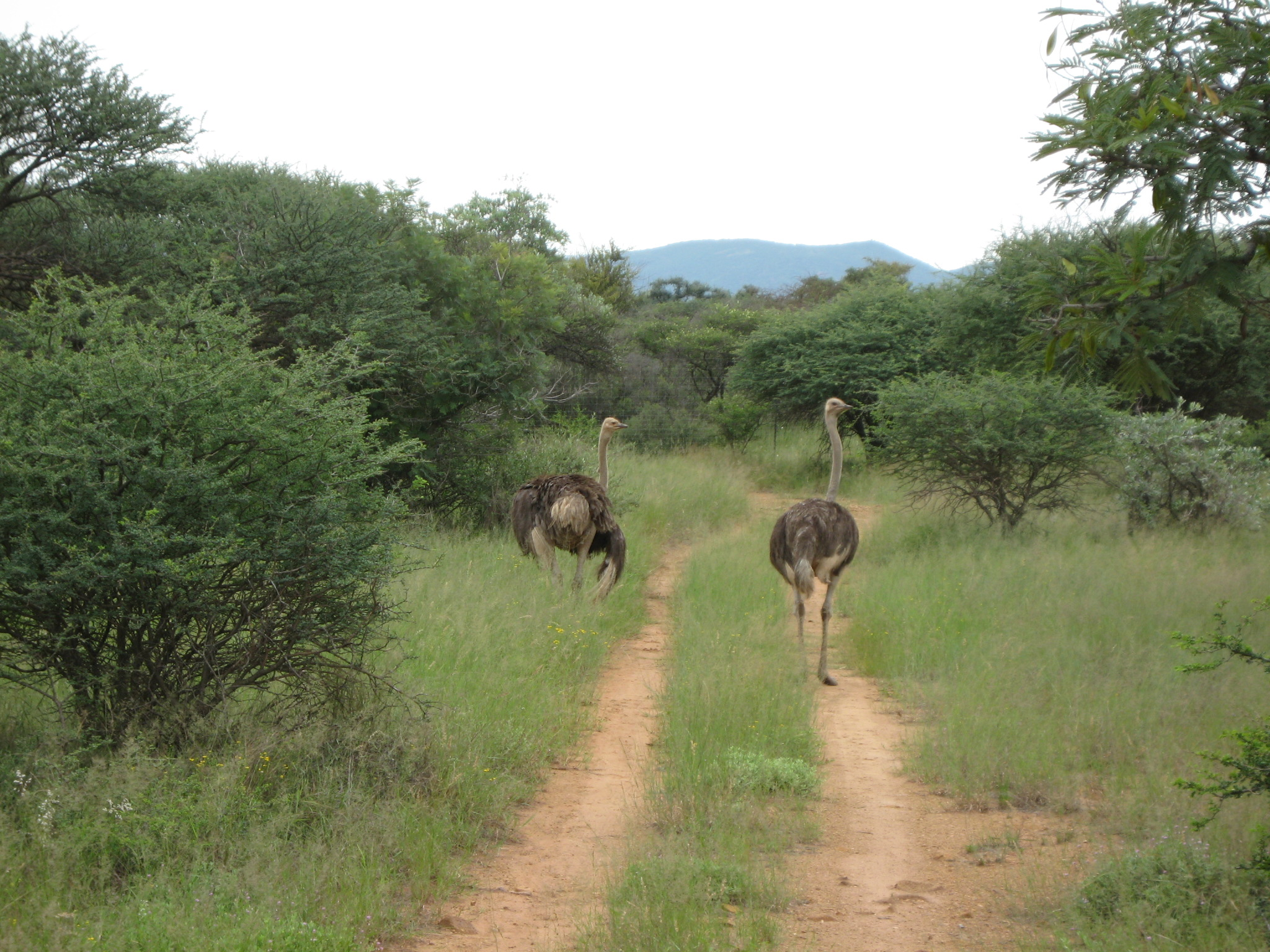
طيور في المحمية

- طُورت المحمية لتكون ملاذًا للألعاب مع شبكة واسعة من المسارات، مما يسمح بمشاهدة الحياة البرية من مسافة قريبة.[5]

## التخطيط
- تخطط إدارة الحديقة لتوسيع حدود منطقة المحمية حتى حديقة الأسد.

- يعد التثقيف البيئي والمحافظة على البيئة من الأهداف الرئيسية لمؤسسة موكولودي للحياة البرية.

- تستضيف المحمية الطبيعية أطفالاً من جميع أنحاء بوتسوانا، وبعضهم من خلفيات محرومة.

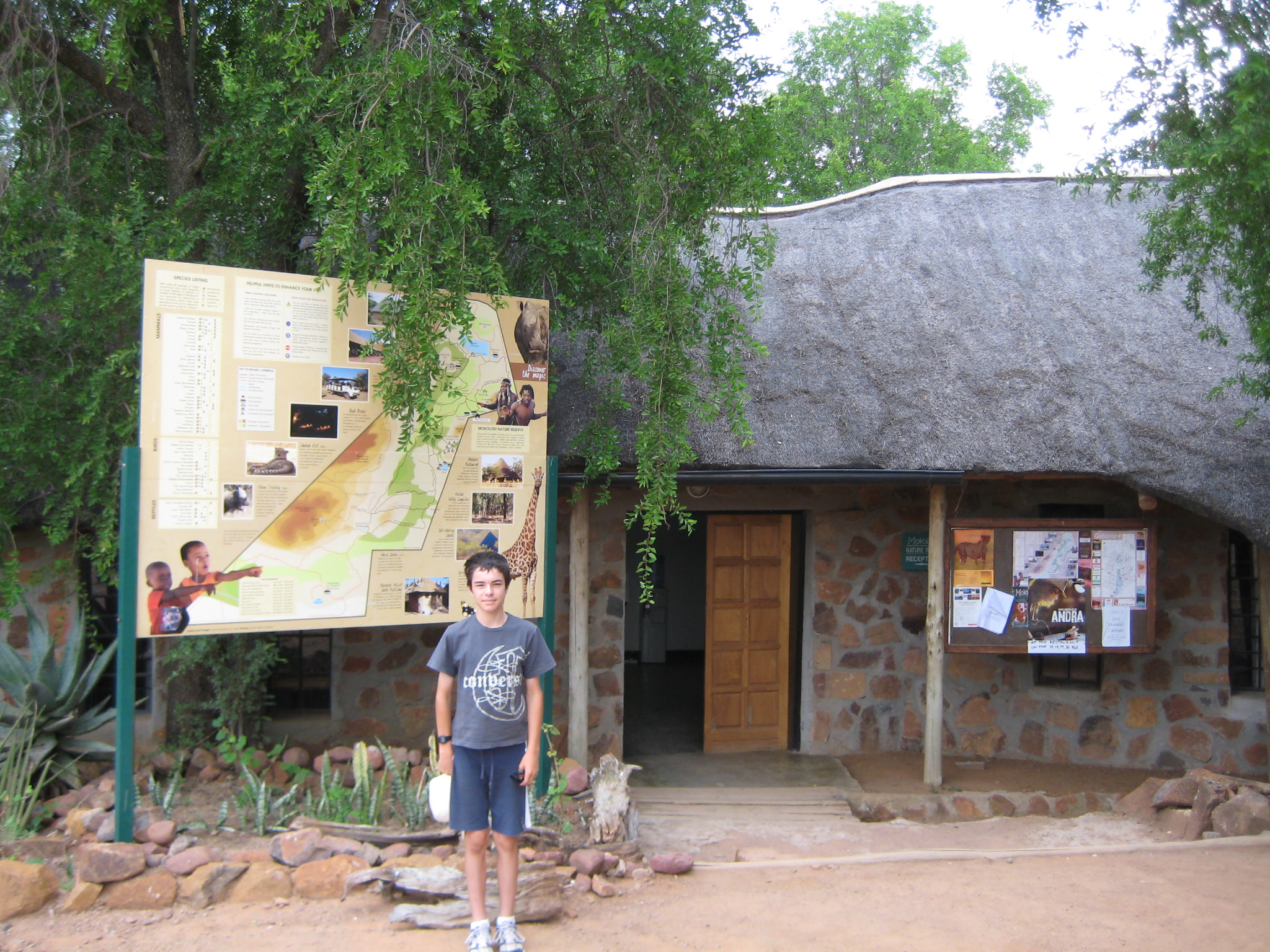
أنشطة في المحمية الطبيعية

- أنشطة في المحمية الطبيعية تدعم خدمات الأنشطة والإقامة مقابل رسوم التي تقدمها محمية موكولودي الطبيعية للجمهور الأهداف الخيرية للمؤسسة، المتمثلة في إتاحة الفرصة لأطفال بوتسوانا لاحتضان العالم الطبيعي وتعزيز الحماية الأوسع للبيئة الطبيعية في بوتسوانا.[6]